# پویزن گرل فرند
پویزن گرل فرند (به انگلیسی: POiSON GiRL FRiEND) نام پروژهٔ انفرادی خواننده-ترانه‌پرداز، آهنگساز، تهیه‌کننده و دی‌جی اهل ژاپن نوریکو سکیگوچی می‌‎باشد، که پیش‌تر در سال ۱۹۹۰ یک گروه تحت نام پویزن گرل فرندز با دوستانش به‌وجود آورده بود و با این حال در اواخر سال ۱۹۹۱ این گروه را به یک پروژهٔ انفرادی تحت نام پویزن گرل فرند تبدیل نمود. این نام از آن زمان تاکنون معمولاْ به‌عنوان نام مستعار نوریکو استفاده شده‌است.

## اوایل زندگی
نوریکو در یوکوهاما، ژاپن چشم بر جهان گشود. وی به‌دلیل شغلش پدرش که بانک‌دار بود به‌مدت ۳ سال در ریو دو ژانیرو زندگی می‌کرد و در مدارس فرانسوی به تحصیل می‌پرداخت. نوریکو بین دههٔ ۸۰ تا ۹۰ در بریتانیا ماند و در آن زمان به «شیفته و مجذوب» فضای موسیقی کلاب‌های لندن شده بود.